# 小池知己
小池 知己（こいけ としき、1974年11月10日 - ）は、神奈川県出身の元サッカー選手、サッカー指導者。現在はFC東京の下部組織でコーチを務めている。

## 来歴
幼少期を父親の勤務地であった南米・ペルーで過ごした 後、神奈川県鎌倉市で育つ。
1993年に七里ガ浜高校を卒業し、東京ガスに入社。同社サッカー部（現FC東京）に加入し、ディフェンダー（右サイドバック）を務めていたが、1996年になって新條宏喜にこのポジションを奪われたことを機に、ミッドフィールダー（ボランチ）へと転向。出場機会が得られない中でも前向きに練習に取り組み、J2を戦う1999年には要所で出番を与えられ、J1昇格に貢献。J1での戦いに向けて、新條を始め多くの選手が退団を余儀なくされる中でも戦力として残留した。
2000年、大熊清監督はJ1ではこれまでよりも守勢を強いられるとの考えから、守備力や持久力に秀でた 小池をリーグ戦開幕直前になって ボランチの先発に抜擢。開幕戦の横浜FM戦では小池に中村俊輔を徹底マークさせ、無失点勝利を果たした。中村は「あんな部活サッカーに負けたくなかった」 とコメント。小池はその後もエースキラーとして 堅守でチームを支え、時には強烈なミドルシュートでゴールを奪う など、確固たるレギュラーを掴んだ。
2001年は同ポジションの三浦文丈、下平隆宏、宮沢正史らが加入した事により出場機会が減り、シーズン途中にJ2の水戸ホーリーホックへレンタル移籍。翌2002年には湘南ベルマーレへ完全移籍した。2003年には再び水戸でプレーし、現役を引退。
引退後は古巣のFC東京に戻り、サッカースクールで子供たちにサッカーの楽しさを伝えながら指導者の道を歩んでいる。2011年よりJFA公認A級コーチジェネラル養成講習会を受講し 翌2012年に取得。

## 所属クラブ
- 富士塚FC (鎌倉市立富士塚小学校)[7]
- 鎌倉市立深沢中学校[4]
- 神奈川県立七里ガ浜高等学校
- 1993年 - 2001年  東京ガスサッカー部 / 東京ガスフットボールクラブ / FC東京
  - 2001年  水戸ホーリーホック (期限付き移籍)
- 2002年  湘南ベルマーレ
- 2003年  水戸ホーリーホック

## 個人成績
| 国内大会個人成績 | 国内大会個人成績 | 国内大会個人成績 | 国内大会個人成績 | 国内大会個人成績 | 国内大会個人成績 | 国内大会個人成績 | 国内大会個人成績 | 国内大会個人成績 | 国内大会個人成績 | 国内大会個人成績 | 国内大会個人成績 |
| 年度             | クラブ           | 背番号           | リーグ           | リーグ戦         | リーグ戦         | リーグ杯         | リーグ杯         | オープン杯       | オープン杯       | 期間通算         | 期間通算         |
| 年度             | クラブ           | 背番号           | リーグ           | 出場             | 得点             | 出場             | 得点             | 出場             | 得点             | 出場             | 得点             |
| 日本             | 日本             | 日本             | 日本             | リーグ戦         | リーグ戦         | リーグ杯         | リーグ杯         | 天皇杯           | 天皇杯           | 期間通算         | 期間通算         |
| ---------------- | ---------------- | ---------------- | ---------------- | ---------------- | ---------------- | ---------------- | ---------------- | ---------------- | ---------------- | ---------------- | ---------------- |
| 1993             | 東京ガス         | 16               | 旧JFL1部         | 1                | 0                | -                | -                | -                | -                | 1                | 0                |
| 1994             | 東京ガス         | 16               | 旧JFL            | 15               | 0                | -                | -                | 0                | 0                | 15               | 0                |
| 1995             | 東京ガス         | 16               | 旧JFL            | 22               | 0                | -                | -                | 1                | 0                | 23               | 0                |
| 1996             | 東京ガス         | 16               | 旧JFL            | 8                | 0                | -                | -                | 0                | 0                | 8                | 0                |
| 1997             | 東京ガス         | 16               | 旧JFL            | 0                | 0                | -                | -                | 0                | 0                | 0                | 0                |
| 1998             | 東京ガス         | 16               | 旧JFL            | 1                | 0                | -                | -                | 0                | 0                | 1                | 0                |
| 1999             | FC東京           | 16               | J2               | 22               | 1                | 5                | 0                | 1                | 0                | 28               | 1                |
| 2000             | FC東京           | 16               | J1               | 27               | 2                | 2                | 0                | 1                | 0                | 30               | 2                |
| 2001             | FC東京           | 16               | J1               | 0                | 0                | 0                | 0                | -                | -                | 0                | 0                |
| 2001             | 水戸             | 26               | J2               | 16               | 1                | -                | -                | 3                | 0                | 19               | 1                |
| 2002             | 湘南             | 14               | J2               | 6                | 0                | -                | -                | 0                | 0                | 6                | 0                |
| 2003             | 水戸             | 7                | J2               | 4                | 0                | -                | -                | 0                | 0                | 4                | 0                |
| 通算             | 日本             | 日本             | J1               | 27               | 2                | 2                | 0                | 1                | 0                | 30               | 0                |
| 通算             | 日本             | 日本             | J2               | 48               | 2                | 5                | 0                | 4                | 0                | 57               | 2                |
| 通算             | 日本             | 日本             | 旧JFL1部         | 47               | 0                | -                | -                | 1                | 0                | 48               | 0                |
| 総通算           | 総通算           | 総通算           | 総通算           | 122              | 4                | 7                | 0                | 6                | 0                | 135              | 4                |

- 1993年8月25日：JFL初出場 - JFL第15節 vsフジタサッカークラブ (平塚)
- 1999年4月17日：J2初出場 - J2第6節 vs 大分トリニータ (大分市営)
- 1999年8月07日：J2初得点 - J2第20節 vs 大分トリニータ (大分市営)
- 2000年3月11日：J1初出場 - J1 1st第1節 vs横浜F・マリノス (横浜国際)
- 2000年6月24日：J1初得点 - J1 2nd第1節 vs横浜F・マリノス (国立)

## 指導歴
- 2004年 - 現在 FC東京
  - 2004年 - 2010年 普及部コーチ
    - 2009年 - 2010年 明治大学サッカー部コーチ (兼務)

  - 2011年 U-15むさしコーチ
  - 2012年 - U-15深川コーチ